# Coupe de France 2006/07
Der Wettbewerb um die Coupe de France in der Saison 2006/07 war die 90. Ausspielung des französischen Fußballpokals für Männermannschaften. In diesem Jahr meldeten 6.581 Vereine – ein neuer Teilnahmerekord –, darunter auch solche aus den überseeischen Besitzungen Frankreichs, von denen sich allerdings erneut keine Elf für die landesweite Hauptrunde qualifizieren konnte.
Titelverteidiger Paris Saint-Germain kam diesmal nur bis ins Viertelfinale, wo er am späteren Gewinner der Trophäe, dem FC Sochaux-Montbéliard, scheiterte. Für Sochaux bedeutete dies die zweite Coupe de France im fünften Finale – exakt 70 Jahre nach dem ersten Titelgewinn und 19 Jahre nach der letzten Finalteilnahme des Vereins aus der Franche-Comté. Endspielgegner Olympique de Marseille stand bereits in seinem 18. Finale; mit bis dahin zehn Siegen – der letzte lag allerdings bereits 18 Jahre zurück – ist die Elf aus der Provence bis heute (2009) der Rekordpokalsieger in Frankreich.
Die unterklassigen Teilnehmer waren bei dieser Ausspielung bereits im Achtelfinale nicht mehr so stark vertreten wie in den Vorjahren, sondern lediglich noch zu fünft: je zwei Zweit- (FC Libourne-Saint-Seurin, HSC Montpellier) und Drittligisten (Clermont Foot, OC Vannes), dazu als einzige Elf aus der höchsten Amateurliga der FC Montceau. Von diesen erreichten nur Vannes und Montceau das Viertel-, der Viertligist aus Montceau-les-Mines anschließend das Halbfinale. Dies war seit Einführung des Professionalismus (1932) zuvor erst einem einzigen Team aus der vierthöchsten Spielklasse gelungen (Calais RUFC im Jahr 2000, der es dann bis ins Endspiel gebracht hatte).
Nach den von den regionalen Untergliederungen des Landesverbands FFF organisierten Qualifikationsrunden griffen ab der Runde der letzten 64 Mannschaften auch die 20 Erstligisten in den Wettbewerb ein. Die Paarungen und das Heimrecht wurden für jede Runde frei ausgelost; allerdings gab es dabei eine Einschränkung der Privilegierung unterklassiger Klubs: nur noch Mannschaften, die mindestens zwei Spielniveaus – nicht zu verwechseln mit Ligastufen – tiefer als ihr Gegner antraten, bekamen automatisch Heimrecht. Gelegentlich verzichteten jedoch insbesondere Amateurteams gegen Bezahlung auf dieses Recht (so die AS Lyon-Duchère gegen Sochaux) oder wichen – wie in dieser Ausspielung beispielsweise der FC Montceau gegen die Erstligisten Girondins Bordeaux, RC Lens und FC Sochaux ins Stade Jean-Laville von Gueugnon – gegen einen attraktiven Gegner in ein nahegelegenes größeres Stadion aus. Bei unentschiedenem Spielstand nach Verlängerung kam es zu einem Elfmeterschießen.

## Zweiunddreißigstelfinale
Spiele am 5. bis 7. Januar 2007. Die Vereine der beiden professionellen Ligen sind mit L1 bzw. L2 bezeichnet, diejenigen der semiprofessionellen dritten Division mit D3; die landesweiten Amateurspielklassen firmieren als CFA und CFA2, die regionalen Amateurligen als DH bzw. DSR („Division d’Honneur“ bzw. „Division Supérieure Régionale“, die sechst- und siebthöchste Spielklasse).
| - US Créteil L2 – OGC Nizza L1 1:2 n. V. - US Quevilly CFA – AS Monaco L1 0:2 - AF Rodez CFA – FC Angoulême DH 3:1 - Calais RUFC CFA – FC Lorient L1 2:0 - US Orléans CFA – AS Moulins CFA 2:1 - FC Metz L2 – OSC Lille L1 0:2 - FC Valenciennes L1 – SM Caen L2 2:1 - FC Nantes L1 – EA Guingamp L2 1:0 - US Palaiseau DSR – US Laon CFA2 0:4 - Girondins Bordeaux L1 – SC Bastia L2 2:0 - OC Vannes D3 – US Concarneau CFA 3:2 - AS Saint-Étienne L1 – FC Sochaux L1 1:3 - SC Feignies CFA2 – FC Montceau CFA 1:2 - SC Amiens L2 – Grenoble Foot L2 3:0 - JF Jarville CFA2 – CSO Amnéville CFA2 1:0 - SO Pont-de-Chéruy DSR – CS Sedan L1 0:1 | - AS Lyon-Duchère CFA2 – Entente Sannois Saint-Gratien D3 1:0 - AC Cambrai CFA2 – Olympique Marseille L1 1:4 n. V. - Garde Saint-Ivy Pontivy CFA – FC La Vitréenne CFA2 1:0 - FC Gueugnon L2 – CS Louhans-Cuiseaux D3 3:1 - HSC Montpellier L2 – FC Saint-Lô CFA2 4:1 - FC Libourne-Saint-Seurin L2 – ES Troyes AC L1 4:2 - SO Châtellerault D3 – FC Toulouse L1 1:1 n. V. (3:4 i. E.) - AS Nancy L1 – RC Lens L1 3:3 n. V. (8:9 i. E.) - Keriolets Pluvigner DSR – UC Le Mans L1 0:3 - AJ Auxerre L1 – Chamois Niort L2 2:2 n. V. (4:5 i. E.) - Paris Saint-Germain L1 – Olympique Nîmes D3 3:0 - Stade Rennes L1 – SO Romorantin D3 1:3 n. V. - Gazélec FCO Ajaccio CFA – RC Strasbourg L2 1:2 - FUSC Bois-Guillaume CFA – Voltigeurs Châteaubriant CFA2 0:1 (a) - Aviron Bayonne CFA – Olympique Lyon L1 1:2 - Clermont Foot D3 – USL Dunkerque CFA 3:1 |

## Sechzehntelfinale
Spiele am 19. bis 21. Januar 2007
| - AS Monaco L1 – FC Toulouse L1 2:0 - Calais RUFC CFA – CS Sedan L1 1:2 - US Orléans CFA – RC Lens L1 1:3 - US Laon CFA2 – Olympique Lyon L1 1:3 - FC Sochaux L1 – AS Lyon-Duchère CFA2 2:1 - SC Amiens L2 – FC Nantes L1 1:3 - Clermont Foot D3 – AF Rodez CFA 1:0 - RC Strasbourg L2 – OSC Lille L1 2:3 | - Garde Saint-Ivy Pontivy CFA – FC Montceau CFA 0:2 - HSC Montpellier L2 – OGC Nizza L1 1:1 n. V. (4:2 i. E.) - UC Le Mans L1 – Olympique Marseille L1 0:1 n. V. - Paris Saint-Germain L1 – FC Gueugnon L2 1:0 - SO Romorantin D3 – FC Valenciennes L1 1:2 - Girondins Bordeaux L1 – Chamois Niort L2 3:3 n. V. (5:4 i. E.) - FUSC Bois-Guillaume CFA – OC Vannes D3 1:1 n. V. (5:6 i. E.) - JF Jarville CFA2 – FC Libourne-Saint-Seurin L2 3:5 n. V. |

## Achtelfinale
Spiele am 30./31. Januar 2007
| - AS Monaco L1 – FC Sochaux L1 0:2 - FC Nantes L1 – OSC Lille L1 1:0 n. V. - Clermont Foot D3 – RC Lens L1 1:4 - HSC Montpellier L2 – OC Vannes D3 0:2 n. V. | - Olympique Marseille L1 – Olympique Lyon L1 2:1 - Paris Saint-Germain L1 – FC Valenciennes L1 1:0 - FC Libourne-Saint-Seurin L2 – CS Sedan L1 1:2 - FC Montceau CFA – Girondins Bordeaux L1 2:2 n. V. (5:4 i. E.) |

## Viertelfinale
Spiele am 27./28. Februar 2007
| - FC Montceau CFA – RC Lens L1 1:0 - Olympique Marseille L1 – OC Vannes D3 5:0 | - FC Sochaux L1 – Paris Saint-Germain L1 2:1 - CS Sedan L1 – FC Nantes L1 1:1 n. V. (5:6 i. E.) |

## Halbfinale
Spiele am 17. bzw. 18. April 2006
| - FC Montceau CFA – FC Sochaux L1 0:2 n. V. | - Olympique Marseille L1 – FC Nantes L1 3:0 |

## Finale
Spiel am 12. Mai 2007 im Stade de France von Saint-Denis vor 79.797 Zuschauern
- FC Sochaux – Olympique Marseille 2:2 n. V. (1:1, 0:1), 5:4 i. E.

### Mannschaftsaufstellungen
FC Sochaux: Teddy Richert – Stéphane Pichot, Rabiu Afolabi, Jérémie Bréchet , Duško Tošić – Karim Ziani, Romain Pitau (Philippe Brunel, 106.), Guirane N’Daw, Jérôme Leroy – Sébastien Grax (Valter Birsa, 74.), Moumouni Dagano (Anthony Le Tallec, 104.)
Trainer: Alain Perrin
Olympique Marseille: Cédric Carrasso – Habib Beye , Ronald Zubar, Julien Rodriguez, Taye Taiwo – Franck Ribéry, Lorik Cana, Modeste M’Bami (Toifilou Maoulida, 94.), Mamadou Niang (Wilson Oruma, 73.) – Samir Nasri, Djibril Cissé
Trainer: Albert Emon
Schiedsrichter: Éric Poulat (Lyon)

### Tore
0:1 Cissé (5.)

1:1 Dagano (67.)

1:2 Cissé (98.)

2:2 Le Tallec (116.)
Strafstoßschießen
1:0 Ziani, 1:1 Taiwo

2:1 Birsa, Maoulida verschossen

3:1 Le Tallec, 3:2 Cana

4:2 Leroy, 4:3 Cissé

Bréchet verschossen, 4:4 Nasri

5:4 Brunel, Zubar verschossen

### Besondere Vorkommnisse
Beim fünften Endspiel der Pokalgeschichte, das durch ein Elfmeterschießen entschieden werden musste, wurde eine neue Bestmarke der Zuschauerzahl aufgestellt. Für Schiedsrichter Poulat war es die zweite Leitung eines Finales nach 2002. Außerdem gab es eine Premiere: zum ersten Mal, seitdem das Endspiel um die französische Juniorenmeisterschaft als Vorspiel des Finales um die Coupe de France ausgetragen wird, gewann derselbe Verein beide Titel, und genau wie die Profimannschaft musste auch die U-19 des FC Sochaux nach einem 2:2 gegen die Junioren der AJ Auxerre ins Strafstoßschießen.